# Jaraicejo
Jaraicejo (extremadurai nyelven Xaraizeju) település Spanyolországban, Cáceres tartományban. Jaraicejo Trujillo, Torrejón el Rubio, Casas de Miravete, Deleitosa és Torrecillas de la Tiesa községekkel határos. Lakosainak száma 436 fő (2024).

## Népesség
A település népessége az elmúlt években az alábbi módon változott:
| Lakosok száma | 712  | 634  | 593  | 590  | 569  | 531  | 502  | 465  | 457  | 436  |
|               | 2001 | 2004 | 2006 | 2009 | 2011 | 2014 | 2016 | 2019 | 2021 | 2024 |